# Shane Black
Shane Black (Pittsburgh, 1961. december 16. –) amerikai filmrendező, producer, forgatókönyvíró és színész.
A Halálos fegyver és Halálos fegyver 2., a Szörny csapat, Az utolsó cserkész, Az utolsó akcióhős és az Utánunk a tűzözön című filmjeiről ismert. Színészként leginkább Rick Hawkins szerepében vált világhírűvé a Ragadozó (1987) című akciófilmben.
Rendezői debütálása a 2005-ös Durr, durr és csók volt. Black ezután írója és rendezője volt a Vasember 3. (2013), a Rendes fickók (2016) és a Predator – A ragadozó (2018) című filmeknek.
2020-ban a Vasember 3. című filmje a huszadik legnagyobb bevételt hozó film volt világszerte.

## Fiatalkora és tanulmányai
A pennsylvaniai Pittsburghben született és nőtt fel, Paul és Patricia Ann Black fiaként. Apja nyomdaiparban dolgozott, és segített Blacknek, hogy érdeklődjön a keménykötésű regények, például Mickey Spillane művei és a Matt Helm-sorozat iránt.
Miután a pennsylvaniai Lower Burrell és Mount Lebanon külvárosában élt, családja a középiskola második évében a kaliforniai Fullertonba költözött. Ott járt a Sunny Hills Középiskolába, majd a UCLA-ra, ahol film és színház szakon végzett 1983-ban. Bár Black már régóta írt képregényeket, novellákat és újságcikkeket, csak végzős korában döntött úgy, hogy ebből fog megélni, miután osztálytársa, Fred Dekker megmutatott neki egy sci-fi forgatókönyvet, amelyet egy feladathoz készített. Black idősebb testvére, Terry Black szintén írt novellákat, és úgy döntött, hogy 1988-tól kezdve a Nyugodjak békében című filmmel, amelyben Shane egy cameoszerepet is játszik, a forgatókönyvírás felé veszi az irányt.

## Filmográfia

### Film

#### Rendező, író és producer
| Év   | Magyar cím            | Eredeti cím             | Feladatkör | Feladatkör | Feladatkör |
| Év   | Magyar cím            | Eredeti cím             | Rendező    | Író        | Producer   |
| ---- | --------------------- | ----------------------- | ---------- | ---------- | ---------- |
| 1987 | Halálos fegyver       | Lethal Weapon           | Nem        | Igen       | Nem        |
| 1987 | A szörnycsapat        | The Monster Squad       | Nem        | Igen       | Nem        |
| 1989 | Halálos fegyver 2.    | Lethal Weapon 2         | Nem        | Sztori     | Nem        |
| 1991 | Az utolsó cserkész    | The Last Boy Scout      | Nem        | Igen       | Vezető     |
| 1993 | Az utolsó akcióhős    | Last Action Hero        | Nem        | Igen       | Nem        |
| 1996 | Utánunk a tűzözön     | The Long Kiss Goodnight | Nem        | Igen       | Igen       |
| 2005 | Durr, durr és csók    | Kiss Kiss Bang Bang     | Igen       | Igen       | Nem        |
| 2006 |                       | A.W.O.L. (rövidfilm)    | Nem        | Igen       | Vezető     |
| 2013 | Vasember 3.           | Iron Man 3              | Igen       | Igen       | Nem        |
| 2016 | Rendes fickók         | The Nice Guys           | Igen       | Igen       | Nem        |
| 2018 | Predator – A ragadozó | The Predator            | Igen       | Igen       | Nem        |

#### Egyéb filmjei
Stáblistán nem feltüntetett szkriptdoktor
- Ragadozó (1987)
- Nyugodjak békében (1988)
- Vadászat a Vörös Októberre (1990)
- Robotzsaru 3. (1993)

Megvalósulatlan projektek
- Shadow Company (1988)

#### Színész
| Év   | Magyar cím                    | Eredeti cím                               | Szerep                               | Megjegyzések                 |
| ---- | ----------------------------- | ----------------------------------------- | ------------------------------------ | ---------------------------- |
| 1986 | Rémes egy éjszaka             | Night of the Creeps                       | rendőr az őrsön                      | stáblistán nincs feltüntetve |
| 1987 | Ragadozó                      | Predator                                  | Rick Hawkins                         | magyar hangja: Sörös Sándor  |
| 1988 | Nyugodjak békében             | Dead Heat                                 | járőr                                |                              |
| 1990 | Vadászat a Vörös Októberre    | The Hunt for Red October                  | USS Reuben James legénységének tagja | stáblistán nincs feltüntetve |
| 1993 | Robotzsaru 3.                 | RoboCop 3                                 | Donnelly                             |                              |
| 1993 |                               | Mike the Detective                        | Mike                                 | rövidfilm                    |
| 1994 |                               | Night Realm                               | ismeretlen szerep                    |                              |
| 1997 | Lesz ez még így se!           | As Good as It Gets                        | Brian, a Cafe 24 vezetője            | magyar hangja: Pálfai Péter  |
| 1997 |                               | An Alan Smithee Film: Burn Hollywood Burn | önmaga                               | cameo                        |
| 2002 |                               | The Boy Scout                             | csatlós                              | rövidfilm                    |
| 2007 |                               | Monkeys                                   | ismeretlen szerep                    |                              |
| 2013 | Marvel-kisfilm: Carter ügynök | Marvel One-Shot: Agent Carter             | test nélküli hang                    | rövidfilm                    |
| 2015 |                               | Any Day                                   | Gino                                 |                              |
| 2016 |                               | Swing State                               | Luke                                 |                              |
| 2018 |                               | Wild Nothing                              | Phil                                 | rövidfilm                    |

### Televízió
| Év   | Magyar cím      | Eredeti cím   | Feladatkör | Feladatkör | Feladatkör | Megjegyzések |                 |
| Év   | Magyar cím      | Eredeti cím   | Rendező    | Író        | Producer   | Megjegyzések |                 |
| ---- | --------------- | ------------- | ---------- | ---------- | ---------- | ------------ | --------------- |
| 2015 |                 | Edge          | Igen       | Igen       | Igen       | próbaepizód  |                 |
| 2016 | Halálos fegyver | Lethal Weapon | Nem        | Sztori     | Nem        | próbaepizód  | Epizód: "Pilot" |

Szereplései
- 1991–1993: Dark Justice – Caldecott Rush (3 epizód)

## Fordítás
- Ez a szócikk részben vagy egészben  a   Shane Black című angol Wikipédia-szócikk ezen változatának fordításán alapul.  Az eredeti cikk szerkesztőit annak laptörténete sorolja fel. Ez a jelzés csupán a megfogalmazás eredetét és a szerzői jogokat jelzi, nem szolgál a cikkben szereplő információk forrásmegjelöléseként.